# G12 Worship
G12 Worship (Antes de G12 Worship fue Soulfire Revolution) es una banda de adoración contemporánea y cristiana contemporánea tanto de Bogotá, Colombia y Miami, Florida, Estados Unidos. El género musical de la banda es Rock Alternativo y son conocidos por su sello discográfico EMI, Universal Christian Music Group y Sparrow Records.

## Historia
Soulfire Revolution son de Bogotá, Colombia y Miami, Florida, Estados Unidos, y se formó como banda en el año 2008. La banda se llama Misión Carismática Internacional (MCI), que se encuentra en Colombia. Ellos hicieron su origen en los Estados Unidos en Miami. Ellos hacen música en inglés, español y portugués.
El 2 de agosto de 2017 la banda Soulfire Revolution publicó en sus redes sociales y en Youtube un video en la cual anunciaban cambios en el grupo musical de origen colombiano. La banda dejó de llamarse Soulfire Revolution para cambiarse de nombre a "G12 Worship" para relacionarse más con la banda central "Generación 12" ya que ambas bandas son dos ministerios de la misma familia.
Asimismo presentaron a los nuevos rostros de cantantes que formarían parte de G12 Worship: Luke Page, Luke Pew y Joey Pew. Lorena Castellanos seguiría firme en la banda como vocalista principal y Paola Sánchez en la batería.

## Música

### La Revolución y The Revolution (EP) (2009)
En el año 2009 la banda presentó su primera producción musical lanzando dos EP con su nombre homónimo en inglés y en español, titulado en español "La revolución" y en inglés "The Revolution" el disco en español y en inglés contienen 6 canciones.

### Tu Amor es Real y Your Love is Real (2010)
En el año 2010 Soulfire Revolution presentaron su primer álbum en dos idiomas: uno para el idioma español y otra para el idioma inglés teniendo como género el Rock Alternativo, el álbum en español se titula "Tu Amor es Real" y el álbum en inglés se titula "Your Love is Real" estos dos discos en inglés y español contienen 14 canciones y 6 de las canciones de este álbum se repiten del EP anterior.
Este disco fue grabado en vivo durante la Convención G12 en California frente a 5000 personas, la cantante Lorena Castellanos dijo: “Es mucho más que música, sino de guiar a otros a tener un verdadero encuentro con Dios.”
Este disco fue presentado en la 15.ª Conferencia Internacional organizada por Misión Carismática Internacional (MCI) en Bogotá, Colombia.
El bajista Julian Gamba dijo: “Queremos que este disco sea para mostrar el corazón de Jesús y nuestro corazón para alcanzar a otros para él.”

### Tan Solo Una Gota (EP) (2012)
El 7 de febrero de 2012 lanzaron Tan Solo Una Gota en (EP) con 4 canciones: Tan Solo una Gota, Mucho Más, Te Doy Mi Corazón y Nada Me Detendrá.
En mayo de 2013, la banda firmó contrato con Sparrow Records, uno de los sellos discográficos más importantes y principales de la música Cristiana de los Estados Unidos.

### RevivalyAviva (2013)
El 13 de agosto de 2013, Soulfire Revolution lanzó tres álbumes, uno para el idioma inglés llamado Revival, otro para el mercado de habla hispana titulada Aviva y otra para el mercado português llamado también Aviva.
El álbum contiene 12 canciones para los tres idiomas bajó el sello discográfico EMI.
El álbum Aviva llegó a los puestos N.º 25 y N.º 11 en la parte Superior de Christian Albums y el Top Heatseekers Albums cartas, respectivamente, para la Cartelera de gráficos semana del 31 de agosto de 2013.

### AfterglowyTu Luz Brilla (2015)
El grupo lanzó Afterglow en el idioma inglés y Tu Luz Brilla en la lengua española, 21 de agosto de 2015, con el Sueño de los Registros y producido por el guitarrista Anthony Catacoli como su primer proyecto, bajo el sello discográfico Universal Christian Music Group

## Los miembros de la banda
- - Lorena Castellanos – voz principal
  - David matteuci - voz
  - stefy espinosa - voz
  - Luke Pew - Voz y guitarra eléctrica
  - Joey Pew - Voz
  - Luke Page - Voz y guitarra acústica
  - Anthony Catacoli – guitarra eléctrica
  - Julian Gamba – bass guitar
  - Paola Sánchez – batería

## Discografía

### Álbumes de estudio
| Título  | Detalles del álbum                                                          | Pico de la tabla de posiciones | Pico de la tabla de posiciones |
| Título  | Detalles del álbum                                                          | US Christ                      | US Heat                        |
| ------- | --------------------------------------------------------------------------- | ------------------------------ | ------------------------------ |
| Revival | - Lanzamiento: 13 de agosto de 2013 - Sello: Sparrow - CD, descarga digital | 25                             | 11                             |

## Premios y nominaciones
El disco "Aviva" que fue lanzado el 13 de agosto de 2013 ganó el Premio Dove por GMA Dove Awards a mejor "Álbum del año en idioma español 2013".